# Astragalus nigricans
Astragalus nigricans är en ärtväxtart som beskrevs av Rupert Charles Barneby. Astragalus nigricans ingår i släktet vedlar, och familjen ärtväxter. Inga underarter finns listade i Catalogue of Life.